# Euchaetes pannycha
Euchaetes pannycha är en fjärilsart som beskrevs av Dyar 1919. Euchaetes pannycha ingår i släktet Euchaetes och familjen björnspinnare. Inga underarter finns listade i Catalogue of Life.